# Leucauge fagei
Leucauge fagei este o specie de păianjeni din genul Leucauge, familia Tetragnathidae, descrisă de Caporiacco, 1954.
Este endemică în French Guiana. Conform Catalogue of Life specia Leucauge fagei nu are subspecii cunoscute.